# Hispana Esperantista Junulara Societo
La Hispana Esperantista Junulara Societo (HEJS) (Sociedad Juvenil Española de Esperanto), es la sección juvenil de la Federación Española de Esperanto (HEF) y agrupa a los jóvenes esperantistas en España.
A HEJS pertenecen aquellos miembros de la Federación Española de Esperanto (HEF) cuya edad es menor de 30 años. Los miembros de HEJS disponen de descuentos del 10% en eventos organizados por HEF. Además, también reciben dependiendo de la edad las siguientes publicaciones:
- Juna Amiko, 4 números al año, para sus miembros menores de 12 años.
- Kontakto, 6 números al año, para sus miembros con edades comprendidas entre los 13 y los 30 años.

La HEJS está asociada a la organización internacional juvenil TEJO.